# Igor Žiković
Igor Žiković (auch Igor Živković; * 28. Dezember 1976 in Pula, SFR Jugoslawien) ist ein ehemaliger kroatischer Fußballspieler. Er spielte als Stürmer.

## Karriere
In der Jugend spielte Žiković für Pula 1856.
Seine Profikarriere begann er beim NK Istra Pula. In der Winterpause der Saison 2000/2001 wechselte er zu dem deutschen Regionalligisten Tennis Borussia Berlin, der jedoch am Ende der Saison in die vierte Liga abstieg, woraufhin Žiković zurück zu Istra Pula wechselte.
Im Januar 2004 kehrte er nach Deutschland zurück und unterschrieb bei dem Zweitligisten Wacker Burghausen. Bei diesem kam er in den folgenden anderthalb Jahren auf 14 Ligaeinsätze, spielte aber zuletzt keine Rolle mehr.
Von 2005 bis Januar 2007 spielte Žiković bei Jadran Poreč. Danach wechselte er abermals nach Deutschland und spielte bei dem Zweitligisten Eintracht Braunschweig, der ihn im Rahmen der Kampagne „Elf Siege für die Zweite Liga“ verpflichtete. Mit dieser Kampagne wollte der Verein den drohenden Abstieg in die Regionalliga verhindern, stieg jedoch am Saisonende dennoch ab. Igor Žiković verließ den Verein ein halbes Jahr später wieder, da sein Vertrag nur für die 1. und 2. Bundesliga gültig war. Er schloss sich zur Saison 2007/08 dem kroatischen Klub NK Istra 1961 an. Ein Jahr später kehrte er zu Jadran Poreč zurück. Von 2009 bis 2015 stand er für den Amateurklub NK Funtana auf dem Platz, ehe er seine Laufbahn beendete.

## Persönliches
Sein Sohn ist der Fußballspieler Rocco Žiković (* 2005).